# Ashland (Nebraska)
Ashland é uma cidade localizada no estado americano de Nebraska, no Condado de Saunders.

## Demografia
Segundo o censo americano de 2000, a sua população era de 2262 habitantes.
Em 2006, foi estimada uma população de 2547, um aumento de 285 (12.6%).

## Geografia
De acordo com o United States Census Bureau, a localidade tem uma área de 2,8 km², sem área coberta por água.

## Localidades na vizinhança
O diagrama seguinte representa as localidades num raio de 16 km ao redor de Ashland.